# 7/11
"7/11" é uma canção gravada pela artista musical estadunidense Beyoncé para a reedição de seu quinto álbum de estúdio Beyoncé, Beyoncé: Platinum Edition (2014). Foi lançado em 25 de novembro de 2014 através da Columbia Records como o single de estreia da reedição e o sexto em geral. Beyoncé compôs a canção juntamente de Detail, no qual juntou-se com Sidney Swift e Bobby Johnson para produzir a canção.

## Desempenho nas tabelas musicais

### Posições
| Tabela musical (2014)                  | Melhor posição |
| -------------------------------------- | -------------- |
| Alemanha (Media Control Charts)        | 100            |
| Austrália (ARIA)                       | 41             |
| Bélgica (Ultratip de Flandres)         | 16             |
| Bélgica (Ultratip de Valônia)          | 26             |
| Canadá (Canadian Hot 100)              | 43             |
| Estados Unidos (Billboard Hot 100)     | 13             |
| Estados Unidos (Hot R&B/Hip-Hop Songs) | 90             |
| França (SNEP)                          | 11             |
| Irlanda (IRMA)                         | 54             |
| Nova Zelândia (Recorded Music NZ)      | 13             |
| Reino Unido (UK Singles)               | 36             |
| Reino Unido (UK R&B)                   | 2              |

## Histórico de lançamento
| Região      | Data                   | Formato                | Gravadora        |
| ----------- | ---------------------- | ---------------------- | ---------------- |
| Mundo       | 25 de novembro de 2014 | Download digital       | Columbia Records |
| Itália      | 28 de dezembro de 2014 | Contemporary hit radio | Columbia Records |
| Reino Unido | 8 de dezembro de 2014  | Contemporary hit radio | Columbia Records |